# Phare de Bishop and Clerks
Le phare de West Dennis (en anglais : West Dennis Light) est un phare actif situé dans Nantucket Sound (en), dans le comté de Barnstable (État du Massachusetts).

## Histoire
Le phare est installé en eau libre sur Bishop and Clerks Rocks, à environ 4 km au sud de Point Gammon, à l'entrée du port de Hyannis.
Le premier phare, mis en service en 1858, était une tour de granit de 18 m de haut. Il était équipé d'une lentille de Fresnel de cinquième ordre. Il émettait un éclat blanc par période de 30 secondes et avait un feu à secteurs rouge. Il était aussi équipé d'une cloche de brume émettant une sonnerie par période de 15 secondes. Il a été automatisé en 1923, désactivé cinq ans plus tard, en 1928, et démoli en 1952. Il a été remplacé par un poteau métallique, comme balise de jour, puis avec une balise lumineuse à énergie solaire.

## Description
Le phare actuel est une tour cylindrique en métal, avec une balise de 9,1 m de haut. La tour est peinte en blanc avec une bande rouge centrale. Il émet, à une hauteur focale de 14 m, un éclat blanc de 0,6 seconde par période de 6 secondes. Sa portée est de 14 milles nautiques (environ 26 km).

## Caractéristiques dufeu maritime
Fréquence : 6 secondes (W)
- Lumière : 0,6 seconde
- Obscurité : 5,4 secondes

Identifiant : ARLHS : USA-058 ; USCG : 1-14490 - Amirauté : J0426.68.
|                 |
| Nantucket Sound |

|                 |
| Le phare ancien |

|          |
| Le phare |

### Lien connexe
- Liste des phares du Massachusetts